# Liste der denkmalgeschützten Objekte in Bad Häring
Die Liste der denkmalgeschützten Objekte in Bad Häring enthält die denkmalgeschützten, unbeweglichen Objekte der Gemeinde Bad Häring.

## Denkmäler
| Foto  |                 | Denkmal | Standort                          | Beschreibung | Metadaten |
| ----- | --------------- | --- | --------------------------------- | --- | --- |
| ja    | Datei hochladen | Widum HERIS-ID: 106678 Objekt-ID: 123877 TKK: 29283                                                                                   | Dorfstraße 4 Standort KG: Häring  | Das Widum südwestlich der Kirche wurde laut Inschrift an der Firstpfette 1788 erbaut. Der zweigeschoßige Mauerbau über giebelseitig erschlossenem Mittelflurgrundriss mit flachem Pfettendach weist eine regelmäßige Fassadengliederung auf. Die farblich akzentuierten Putzfaschen sind dem Kirchenbau angeglichen. | BDA-Hist.: Q37808361 Status: § 2a Stand der BDA-Liste: 2025-06-30 Name: Widum GstNr.: 86 Widum Bad Häring                                                                                               |
| ja BW | Datei hochladen | Kath. Pfarrkirche hl. Johannes der Täufer und Friedhof mit Kriegerkapelle HERIS-ID: 71468 Objekt-ID: 84656 TKK: 2202, 2207, 140359, … | Kirchstraße 2 Standort KG: Häring | Die Kirche wurde erstmals urkundlich 1397 erwähnt, 1506 ist eine Weihe belegt. Der im Kern spätgotische Bau wurde 1732 barockisiert und 1877 nach Osten verlängert. Das Westportal mit gekehlter Bogenlaibung stammt aus dem 16. Jahrhundert, die Tür mit getriebenen Kupferreliefs wurde 1965 von Elmar Kopp geschaffen. Im Inneren sind die drei Joche des ehemaligen gotischen Langhauses durch die eingezogenen Triumphbogenpfeiler von drei weiteren Langhausjochen (dem ehemaligen Chor) abgesetzt. Daran schließt der einjochige Chor mit dreiseitigerm Schluss von 1877 an. Die Wandmalereien schuf Virgil Groder 1901. Der von einer Mauer begrenzte Friedhof umgibt die Kirche auf allen Seiten. Er wurde 1506 geweiht, vor 1974 nach Osten und 1990 nach Südosten erweitert, dabei wurde die Aufbahrungshalle erbaut. Die Kapelle an der nordöstlichen Umfassungsmauer des alten Friedhofsteils wurde 1937 nach Plänen von Alfred Crepaz als Kriegerdenkmal für die Gefallenen des Ersten Weltkrieges erbaut. Der Mauerbau mit steilem Satteldach und hohem Spitzbogenportal weist im Inneren ein spitzbogiges Gewölbe auf. | BDA-Hist.: Q23930512 Status: § 2a Stand der BDA-Liste: 2025-06-30 Name: Kath. Pfarrkirche hl. Johannes der Täufer und Friedhof mit Kriegerkapelle GstNr.: 1, 4/2, 5/1 Sankt Johann Baptist (Bad Häring) |
| ja    | Datei hochladen | Antoniuskapelle HERIS-ID: 106697 Objekt-ID: 123901 TKK: 2204                                                                          | Osterndorf Standort KG: Häring    | Die Kapelle nordwestlich des Dorfes wurde laut Inschrift 1679 gestiftet, der bestehende Bau wurde 1708 errichtet und 1975 restauriert. Der barocke Mauerbau weist einen leicht eingezogenen Polygonalchor, ein steiles Satteldach mit Giebelreiter und einen kleinen Sakristeianbau auf. Das Portal ist mit Pilastern und Rundgiebel aufwändig gestaltet. Im Giebelfeld befinden sich zwei kleine Mauernischen, jeweils mit Muschelkonche, in denen vermutlich Figuren standen. Der Innenraum wird von einer Tonne mit Stichkappen überwölbt. | BDA-Hist.: Q37808399 Status: § 2a Stand der BDA-Liste: 2025-06-30 Name: Antoniuskapelle GstNr.: 1209 Antoniuskapelle (Bad Häring)                                                                       |